# Jana Plodková

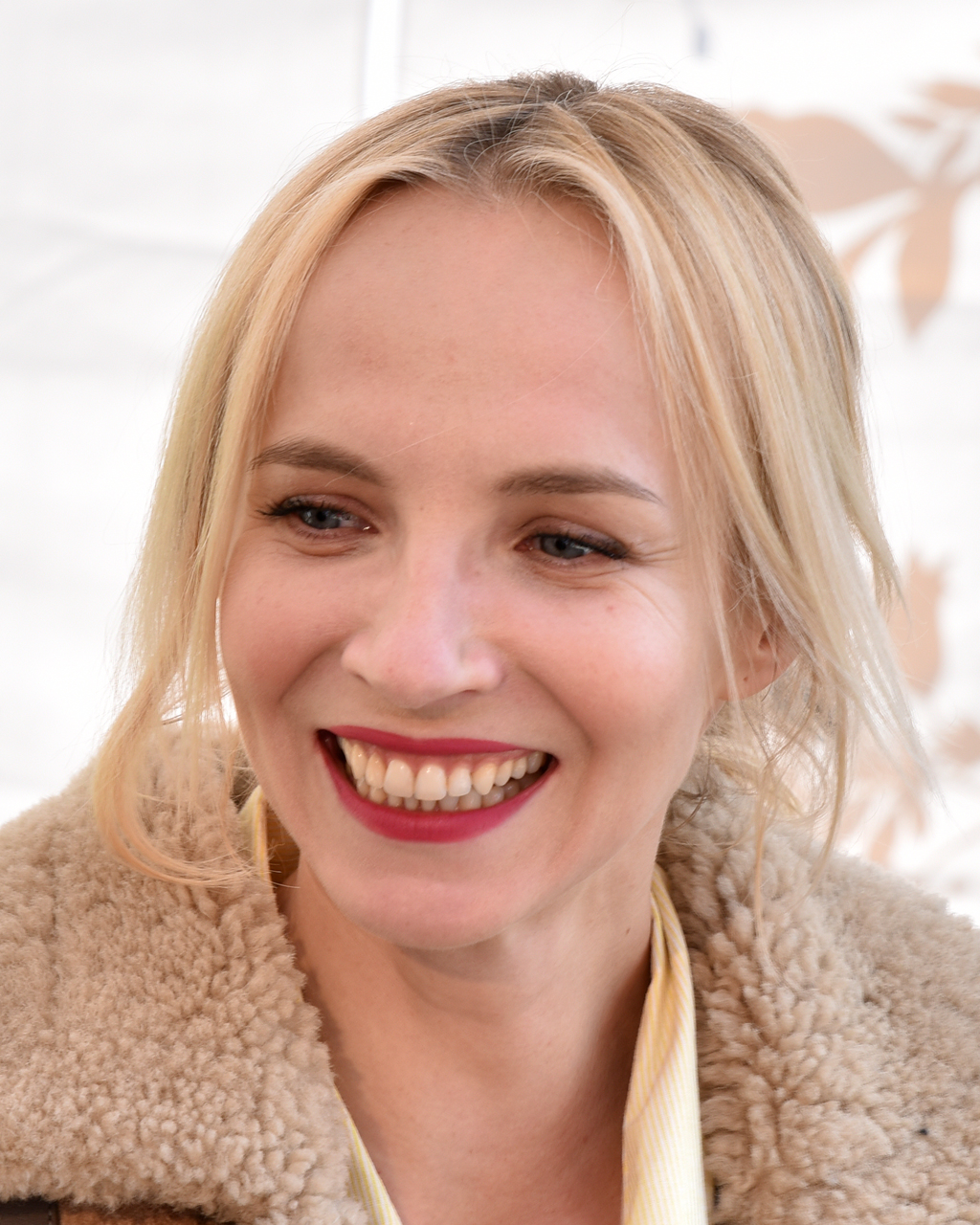
Jana Plodková (2023)

Jana Plodková (* 5. August 1981 in Jičín) ist eine tschechische Schauspielerin. Sie studierte an der Janáček-Akademie für Musik und Darstellende Kunst (JAMU) in Brünn. Für das romantische Filmdrama Protektor wurde sie im Jahr 2009 mit dem Böhmischen Löwen in der Kategorie „Beste Hauptdarstellerin“ ausgezeichnet. 
Plodková ist seit 2014 beim Theater am Geländer in Prag engagiert.

## Filmografie (Auswahl)
- 2002: Příběh vánoční
- 2005: Nejlepší je pěnivá
- 2006: Setkání v Praze (Prag)
- 2006: Vratné lahve
- 2008: Comeback (Serie)
- 2009: Ocas ještěrky
- 2009: Protektor
- 2009: Průvodkyně (studentský film)
- 2010: Zrozen bez porodu
- 2010: Zázraky života (Serie)
- 2011: Kriminálka Anděl (Serie)
- 2011: Ach, ty vraždy! (Serie)
- 2012: Polski film
- 2012: Čtyři slunce
- 2013: Rozkoš
- 2013: Škoda lásky (Serie)
- 2014: Neviditelní (Serie)
- 2014: MY 2
- 2015: Holky šikovný
- 2015: Touha motýla
- 2015: Ztraceni v Mnichově
- 2016: Já, Mattoni (Serie)
- 2016: Žrouti (Serie)
- 2016: Kosmo (Serie)
- 2018: Die Teufelsfeder (Čertí brko)
- 2019: Der Uhrmacherlehrling (Hodinářův učeň)
- 2025: Karavan